# NGC 2284
NGC 2284 في الفهرس العام الجديد، هي مجرة، تقع في كوكبة التوأمان. اكتشفت في 20 أبريل 1865 بواسطة هاينريش لويس دريست.

## روابط خارجية
- NGC 2284 على موقع ويكي سكاي: DSS2, SDSS, GALEX, IRAS, Hydrogen α, X-Ray, Astrophoto, Sky Map, Articles and images